# 潘光楷
潘光楷（1880年9月25日—1967年9月），字霈人，號式甫，台灣士林士紳，祖籍福建省漳州府漳浦縣，在日治時期曾任北投庄長、士林庄長、士林圖書館館長、官選臺北州會議員、士林敦化聯合會顧問、士林公學校保護者役員會第一任保護者會會長（家長會長）、芝山巖惠濟宮管理委員會主任委員。皇民化運動時曾改日本名為三田楷（日语：／ Mita kai）。

## 生平
出身於士林望族，其伯父潘永清受當地居民推舉，負責建立芝蘭新街。其父潘慶清曾捐助臺北城建城。家族經營米穀進出口。
1895年，臺灣總督府學務部長伊澤修二派人至台北芝山巖惠濟宮開設芝山巖國語傳習所（士林國小的前身），教授日本語，首屆學生七名，包括潘光楷、柯秋潔、潘光櫧、陳兆鸞、潘光明、潘迺文、朱俊英等人。
1896年，士林發生芝山巖事件，六名日籍小學老師（六氏先生）被抗日人士刺殺。事件發生前，潘光楷與吳文明等學生曾警告老師們，士林可能有匪徒聚集。其堂兄潘光松在事件後被日本政府處死。
1905年，被台灣總督府任命為士林地區的保正。1908年，獲得鴉片膏專賣特許權。1913年開始經營菸草生意。
1920年，擔任北投庄長。
1922年，獲頒紳章。
1923年，邀集士紳，成立北投信用購買組合（今北投區農會）。
1927年，擔任士林庄長。
1930年，於士林公會堂設立士林圖書館，兼任首任館長。
1934年，士林庄升格為士林街，成為士林街長。受台北州之委託經管士林街牧場，為陽明山牧場的前身。
1935年，2月20日與其他8名街庄吏員，前往日本內地視察八府縣優良町村。
1936年，任台北州議會議員。
1940年，辭任議員。
1945年，日本投降，第二次世界大戰結束，中華民國政府接收台灣。國民政府任命潘光楷任台北州接管委員、新莊區署區長及海山郡郡守，兼任士林街街長，協助國民政府的接收工作。後擔任擔任陽明山管理局顧問。

## 榮典
從七位

## 家庭
- 祖父:潘宮籌 （1794–1856）
  - 老大:潘永清 （1820—1873）
  - 老二:潘景清
  - 老三:潘秉清
  - 老四:潘鼎清
  - 老五:潘盛清
    - 老大:潘光樞
      - 老大:潘迺嘉
      - 老二:潘迺禧
      - 老么:潘迺陞

    - 老二:潘光櫻
      - 獨子:潘文仁

    - 老三:潘光木芬
      - 老大:潘迺雍
      - 老二:潘迺敦
      - 老三:潘迺建, (1950)前妻為陳翊溱 (1959)
        - 長女:潘詰怡 (1989), 英文名為Stephanie Pan, 2017年後定居美國
        - 么女:潘軒岑 (1990), 英文名為Claudia Pan, 2014年後定居澳門

      - 老四:潘迺立, (1950)與潘迺建為雙胞胎兄弟.

  - 老六:潘成清
  - 老七:潘應清
  - 老么:潘慶清
    - 妹：潘銀鉤，丈夫為士林士紳林阿嬰[6]。
      - 長子：潘迺賡（1908–1993），曾任職於林務局，晚年移居北美[1]。
      - 長女：潘貂
      - 次子：潘迺興
      - 三子：潘迺均
      - 幼子：潘迺禎（1918–1945）[1]
      - 次女：潘鶼鶼，丈夫為陳植棋。
      - 三女：潘翩翩
      - 五女：潘溱溱（1910–2002）[7]，丈夫為駱水源。
        - 外孫：駱錦明
          - 外曾孫女：駱怡君